# Lemmings
Lemmings (с англ. — «Ле́мминги») — компьютерная игра в жанре головоломки, разработанная DMA Design и изданная Psygnosis в 1991 году для Commodore Amiga. Вскоре была портирована на множество других игровых платформ, также было создано несколько сиквелов.

## Игровой процесс
По уровню движутся «лемминги» — маленькие существа, бездумно шагающие вперёд независимо от того, какая опасность их там подстерегает. Раздавая задания отдельным леммингам (копать туннель, разворачивать леммингов в другую сторону и т. д., всего восемь уникальных команд), надо довести определённый процент группы к «дому». Без задания, лемминги просто шагают вперёд, игнорируя других леммингов, падая через край или разворачиваясь, если встретилось препятствие, которое нельзя преодолеть.
Игра разделена на уровни (в некоторых версиях игры встречается до 120 уровней), уровни объединены в четыре группы по сложности. На каждом уровне есть разрушающиеся элементы ландшафта, такие как падающие скалы, неподвижные элементы, стальные плиты, и множество препятствий, таких как пропасти, высокие стены, крупные капли, водоёмы из воды или лавы, а также мины-ловушки. Лемминги умирают, падая с большой высоты, падая в воду или лаву, или попадая в ловушку; также лемминг может умереть, имея задание «Bomber».

## Дополнения

### Oh No! More Lemmings
Lemmings получил несколько дополнений после выпуска. Oh No! More Lemmings, первоначально выпущенный для Amiga в 1991 году как диск с данными или автономная игра, добавили пять различных трудностей: Tame, Crazy, Wild, Wicked и Havoc — каждый с 20 новыми уровнями. В игре также есть улучшенная графика и изменённые звуковые эффекты. Расширение было также перенесено на Acorn Archimedes, Atari ST, DOS, Macintosh и Sam Coupé, а уровни были доступны с Game Boy Color, Microsoft Windows, PlayStation и Sega Genesis версиями Lemmings. Oh No! More Lemmings получил в целом положительные отзывы. Дэн Слингсби из CU Amiga нашел игру захватывающей, назвав загадки «изобретательными», и Питер Ли из Amiga Action высоко оценил качество и сложность уровней; Стюарт Кэмпбелл из Amiga Power был разочарован отсутствием исправлений в оригинальной игре, и Эд Рикеттс из ST Format критиковал градиент трудности уровней и цену расширения, но оба в конечном итоге дали положительные отзывы.

### Christmas Lemmings
Christmas Lemmings, также известен как Holiday Lemmings, был также выпущен как серия коротких игр, выходивших в период с 1991 по 1994 год. Геймплей остался неизменным из базовой игры. Первыми вышли Xmas Lemmings как две четырёхуровневые демоверсии в 1991 и 1992 годах, в 1993 и 1994 годах были выпущены ещё два полных розничных релиза на Amiga и Atari ST, причем с дополнительными 32 уровнями. Игры были хорошо приняты; Роб Мид из Amiga Format назвал его «смешным, расстраивающим и невероятно захватывающим», несмотря на разочарование по количеству уровней, и Уилл Гринвальд из PC Magazine оценил игру как одну из лучших рождественских видеоигр.

## Культурное влияние
В шотландском городе Данди местный совет решил увековечить героев этой игры в виде скульптуры, расположенной в нескольких сотнях метров от старого здания компании DMA.